# District judiciaire de Peñaranda de Bracamonte
Le district judiciaire de Peñaranda de Bracamonte est l'un des districts judiciaires qui composent la province de Salamanque en Castille-et-León, dans le centre de l'Espagne. La capitale est Peñaranda de Bracamonte.

## Municipalités
- Alaraz
- Alconada
- Aldeaseca de la Frontera
- Arabayona de Mógica
- Babilafuente
- Bóveda del Río Almar
- El Campo de Peñaranda
- Cantalapiedra
- Cantalpino
- Cantaracillo
- Cordovilla
- Huerta
- Macotera
- Malpartida
- Mancera de Abajo
- Moríñigo
- Nava de Sotrobal
- Palaciosrubios
- Paradinas de San Juan
- El Pedroso de la Armuña
- Peñaranda de Bracamonte
- Poveda de las Cintas
- Rágama
- Salmoral
- Santiago de la Puebla
- Tarazona de Guareña
- Tordillos
- Ventosa del Río Almar
- Villaflores
- Villar de Gallimazo
- Villoria
- Villoruela
- Zorita de la Frontera